# Dick Murdoch
Hoyt Richard Murdoch (Waxahachie, 16 augustus 1946 - Canyon, 15 juni 1996), beter bekend als Dick Murdoch, was een Amerikaans professioneel worstelaar.

## Professioneel worstelcarrière
Murdoch was de zoon van worstelaar Frankie Hill Murdoch. Murdoch groeide op met verscheidene andere tweedegeneratie worstelaars zoals Dory Funk Jr. en Terry Funk en ze keken naar de wedstrijden waarin hun vaders deelnamen. Zijn vader, Frank Murdoch, won drie keer het NWA Southwest Junior Heavyweight Championship.
In 1965 maakte Murdoch zijn worsteldebuut als Ron Carson en hij vormde een tag team met Don Carson. Al snel begon Murdoch te worstelen onder zijn echte naam. In 1968 vormde Murdoch een tag team met Dusty Rhodes als "The Texas Outlaws" en ze bleven samen worstelen doorheen de jaren 1970. Na het opbergen van hun tag team worstelde Murdoch voor de Florida Championship Wrestling, National Wrestling Alliance en Mid-South Wrestling.
In 1984 ging Murdoch naar de World Wrestling Federation en vormde een tag team met Adrian Adonis. Op 17 april 1984 veroverden Murdoch en Adonis het WWF Tag Team Championship nadat ze het tag team match wonnen van Soul Patrol (Tony Atlas en Rocky Johnson). Op 21 januari 1985 moesten Murdoch en Adonis de titel afstaan aan U.S. Express (Mike Rotundo en Barry Windham). Al snel verliet Murdoch de WWF en ging aan de slag bij Jim Crockett Promotions. Murdoch begon een vete met Ric Flair en hij probeerde om het NWA World Championship van Flair te veroveren, maar hij faalde.
In 1995 keerde Murdoch eenmalig terug naar de WWF en hij verscheen op Royal Rumble. Hij werd geëlimineerd door Henry O. Godwinn. Nadien worstelde Murdoch voor verscheidene onafhankelijke worstelorganisaties totdat hij op 15 juni 1996 overleed aan de gevolgen van een hartaanval.

## Media
Murdoch verscheen in vier films: The Wrestler (1974), Paradise Alley (1978), Grunt! The Wrestling Movie (1985) en Manhattan Merengue! (1995). Hij verscheen ook in een aflevering van Learning the Ropes en in een aflevering van The Jerry Springer Show.

## In het worstelen
- Finishers
  - Brainbuster

- Kenmerkende bewegingen
  - Bionic elbow
  - Calf branding
  - Elbow drop

- Managers
  - Joe Don Smith
  - Paul Jones
  - Oliver Humperdink
  - "Hot Stuff" Eddie Gilbert
  - Jim Cornette
  - Skandor Akbar
  - Lou Albano

- Bijnamen
  - "Captain Redneck"
  - "Dirty" Dick Murdoch

## Prestaties
- All Japan Pro Wrestling
  - NWA United National Championship (1 keer)

- Central States Wrestling
  - NWA Central States Heavyweight Championship (2 keer)
  - NWA Central States Tag Team Championship (1 keer; met Bob Brown)
  - NWA North American Tag Team Championship (3 keer; met Dusty Rhodes (1x) en Bob Sweetan (2x))

- Championship Wrestling from Florida
  - NWA Florida Tag Team Championship (2 keer; met Dusty Rhodes (1x) en Bobby Duncum (1x))
  - NWA Southern Heavyweight Championship (1 keer)

- Gulf Coast Championship Wrestling
  - NWA Gulf Coast Tag Team Championship (1 keer; met Don Carson

- Jim Crockett Promotions
  - NWA United States Tag Team Championship (1 keer; met Ivan Koloff)

- NWA Big Time Wrestling
  - NWA American Tag Team Championship (1 keer; met Dusty Rhodes)

- NWA Detroit
  - NWA World Tag Team Championship (Detroit version) (1 keer; met Dusty Rhodes)

- NWA Mid-America
  - NWA World Tag Team Championship (Mid-America version) (1 keer; met Don Carson)

- NWA Tri-State / Mid-South Wrestling Association
  - Mid-South North American Championship (2 keer)
  - Mid-South Tag Team Championship (3 keer; met Junkyard Dog)
  - NWA North American Heavyweight Championship (3 keer)
  - NWA Tri-State Brass Knuckles Championship (1 keer)
  - NWA United States Tag Team Championship (2 keer; met Killer Karl Kox (1x) en Ted DiBiase (1x))

- NWA Western States Sports
  - NWA Brass Knuckles Championship (3 keer)
  - NWA International Heavyweight Championship (3 keer)
  - NWA Western States Heavyweight Championship (1 keer)
  - NWA Western States Tag Team Championship (1 keer; met Bobby Duncum)

- National Wrestling Federation
  - NWF World Tag Team Championship (1 keer; met Dusty Rhodes)

- Professional Wrestling Hall of Fame
  - Class of 2013[26]

- Pro Wrestling Illustrated
  - PWI Most Inspirational Wrestler of the Year (1974)

- St. Louis Wrestling Club
  - NWA Missouri Heavyweight Championship (3 keer)
  - St. Louis Wrestling Hall of Fame

- World Championship Wrestling (Australia)
  - IWA World Tag Team Championship (2 keer; met Lars Anderson (1x) en Dusty Rhodes (1x))

- World Wrestling Council
  - WWC Universal Heavyweight Championship (1 keer)
  - WWC World Television Championship (2 keer)

- World Wrestling Federation
  - WWF Tag Team Championship (1 keer; met Adrian Adonis)